# هجوم واناكراي الإلكتروني
هجوم واناكراي الإلكتروني أو ما يعرف بهجوم WannaCrypt أو Wannacrypt0r 2.0 هو هجوم ببرمجية الفدية بدأ في الساعات الأولى من يوم 12 مايو 2017 واستطاع الإطاحة بأكثر من 230 ألف جهاز إلكتروني في 99 دولة حول العالم حسب اليوروبول.
تقوم البرمجية بتشفير جميع البيانات الموجودة على الحاسوب، فيما تظهر رسالة متوفرة بـ 28 لغة تفيد بأن عليك دفع مبلغ 300 دولار مقابل الإفراج عن بياناتك المشفرة.
يستغل فيروس الفدية ثغرة شديدة في بروتوكول SMB تعرف بـMS17- 010، لذا قامت شركة مايكروسوفت بإصدار تحديث خاص لها في منتصف شهر مارس 2017.
في النصف الثاني من شهر يونيو (حزيران) 2017، عاد فيروس الفدية من جديد بنسخة جديدة تم تطويرها لتفادي الثغرة الموجودة في النسخة الأولى والتي تتمثل في اسم نطاق الذي يقوم بإيقافها عن العمل، تلك الثغرة التي استفاد منها ماركوس هاتشينز لإيقاف البرمجية.

## خلفية
ظهر الفيروس على الإنترنت في 14 أبريل من سنة 2017 من خلال مجموعة تطلق على نفسها “Shadow Brokers”، وهي نفس المجموعة التي أعلنت العام الماضي 2016 عن الاستحواذ على أدوات وثغرات من وكالة الأمن القومي الأمريكية NSA تستخدمها الوكالة في اختراق أجهزة المستخدمين، وكان من بين هذه الثغرات ثغرة أمنية تسمح للمهاجمين بإصابة الأجهزة بفيروس WannaCry، لكن ليس هناك تأكيدات حول مسئولية المجموعة عن الهجوم الأخير.
وانتقد إدوارد سنودن عبر حسابه في تويتر وكالة الأمن القومي الأمريكية وحملها مسئولية الهجوم الأمني الأخير على العديد من المؤسسات والأشخاص في العديد من الدول حول العالم، وقال أنه لو كانت الوكالة أعلنت عن الثغرة عند الوصول إليها لكان تم سدها وما كانت العديد من المستشفيات قد تعرضت لمثل هذا الهجوم.

## ردود الأفعال

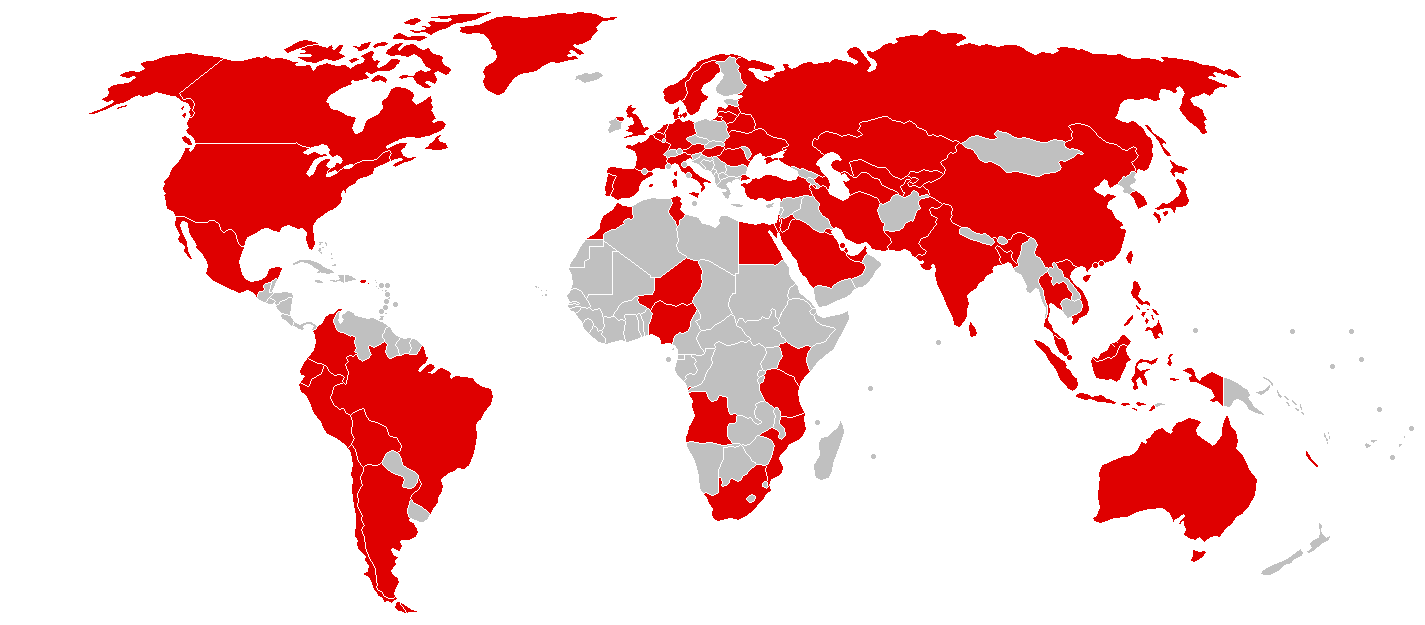
إنتشار الفيروس في العالم

تعرضت أكثر من 70 دولة في أوروبا وآسيا لهذا الفيروس مما تسبب في تعطيل عمل مؤسسات حيوية فيها، وأقرت كلاً من بريطانيا والولايات المتحدة والصين وروسيا وإسبانيا وإيطاليا وألمانيا وفيتنام وتايوان بتعرضها لتلك الهجمات وناشدت في الوقت ذاته ضحايا تلك الهجمات عدم الدفع للقراصنة.
ومن أبرز تلك الاستهدافات الهجوم الذي تعرضت له خدمة الصحة العامة في بريطانيا، ما تسبب في شل عمل أجهزة الحاسوب في العديد من مؤسساتها في البلاد، وإحداث بلبلة في عشرات المستشفيات التي اضطرت إلى إلغاء إجراءات طبية وإرسال سيارات إسعاف إلى مستشفيات أخرى.
أيضاً أكدت وزارة الطاقة والسياحة والأجندة الرقمية الإسبانية أن هجوماً إلكترونياً واسع النطاق استهدف عدداً من كبرى الشركات الإسبانية، مطالباً بدفع فدية لاستعادة الملفات المخترقة.
وذكرت شركة «فيديكس» الأمريكية للبريد السريع أنها تعاني من مشاكل في بعض أنظمة «مايكروسوفت ويندوز» فيما يتعلق بالهجوم الإلكتروني العالمي، كما نقلت وسائل إعلام، عن تعرض شركة الاتصالات الإسبانية تيليفونيكا، ومشغل الشبكات الخلوية الروسية «ميجا فون».
قالت الوكالة البريطانية للأمن المعلوماتي في بيان لها «اليوم شهدنا سلسلة هجمات إلكترونية استهدفت آلاف المؤسسات والأفراد في عشرات الدول». وأوصت الوكالة بتحديث برامج أمن المعلومات وبرامج مكافحة الفيروسات الإلكترونية، كما قالت وزارة الأمن الداخلي الأمريكي في بيان لها: «لقد وردتنا تقارير عديدة عن إصابة أجهزة حاسوب ببرنامج معلوماتي للحصول على فديات، نحض الأفراد والمنظمات على عدم دفع الفدية لأن هذا الأمر لا يضمن الوصول مجددا إلى البيانات».
وفي هذا الصدد، أفادت شركة «مايكروسوفت»، الجمعة بأن مهندسيها أضافوا خاصية الكشف والحماية على ضوء هذا الهجوم الذي عطل أنظمة المستشفيات في إنكلترا وتأثرت به أجهزة الكمبيوتر في العديد من الدول في أنحاء العالم، وقال متحدث باسم مايكروسوفت في بيان إن المهندسين أضافوا أنظمة الكشف والحماية ضد برامج ضارة جديدة معروفة باسم "Win32.WannaCrypt".
يشار إلى أن الهجمات الإلكترونية في العالم تسببت في خسائر اقتصادية تقدر بنحو 450 مليار دولار بنهاية العام 2016، ومن المتوقع أن يصل حجم الخسائر الاقتصادية إلى ثلاثة تريليونات دولار بحلول عام 2020 إذا لم تتخذ الحكومات التدابير اللازمة لمواجهة هجمات القرصنة.

## بعض الجهات المتضررة من الهجوم
- هيئة الخدمات الصحية في بريطانيا
- فيديكس
- تيليفونيكا
- جامعة ميلانو بيكوكا
- محطات قطار فرانكفورت
- مكتبة جامعة السلطان قابوس
- ميجافون الروسية
- أفت (مشروع البطاقات الذكية[12])
- اتصالات المغرب